# Marie Doro
Marie K. Steward (Duncannon, 25 de mayo de 1882-Nueva York, 9 de octubre de 1956), más conocida como Marie Doro, fue una actriz de teatro y cine estadounidense de la primera etapa del cine mudo.
Después de una breve y fracasada carrera como bailarina, su fama comenzó al interpretar en teatro obras como Oliver Twist en 1912, dirigida por Charles Frohman. Fue una de las actrices más importantes del cine mudo de los años 1920.
Charles Chaplin participaba en Sherlock Holmes, una adaptación para el teatro, cuando se enamoró de la actriz, quien daba vida al personaje principal femenino.
Su primer papel en el cine fue en la película Moralidad (The morals of Marcus, 1915) y en 1916 apareció de nuevo como Oliver Twist, esta vez en cine. Fue entonces cuando tuvo una corta unión con Elliot Dexter, actor también de cine mudo, con el cual según se dijo en su época, su relación era meramente profesional.
Marie Doro compaginaba su amor por la actuación con su cada vez más evidente misticismo. Estudió religión en el Seminario Teológico de Nueva York, y su espiritualidad la fue apartando cada vez más del mundo del cine, llegando a recluirse, hasta que poco a poco también comenzó a evitar amistades, por lo que cambiaba de hotel hasta cuatro veces en una semana.
Su última película fue "Sally Bishop", rodada en 1924. Finalmente, partió rumbo a Europa, y en Italia trabajó para dos películas. A partir de entonces, Marie Doro desaparece de la escena y pasa el resto de su vida en reclusión casi permanente, se dice que escribiendo sus memorias (que dejó inconclusas), hasta que un fallo cardíaco pone fin a la misma en 1956. Tenía 74 años. Dejó al "Fondo de Actores" una cantidad de 90.000 dólares, y así el mundo que la había olvidado se dio cuenta de que ella nunca lo hizo.
Estuvo casada con Elliott Dexter entre 1915 a 1922

## Galería de imágenes

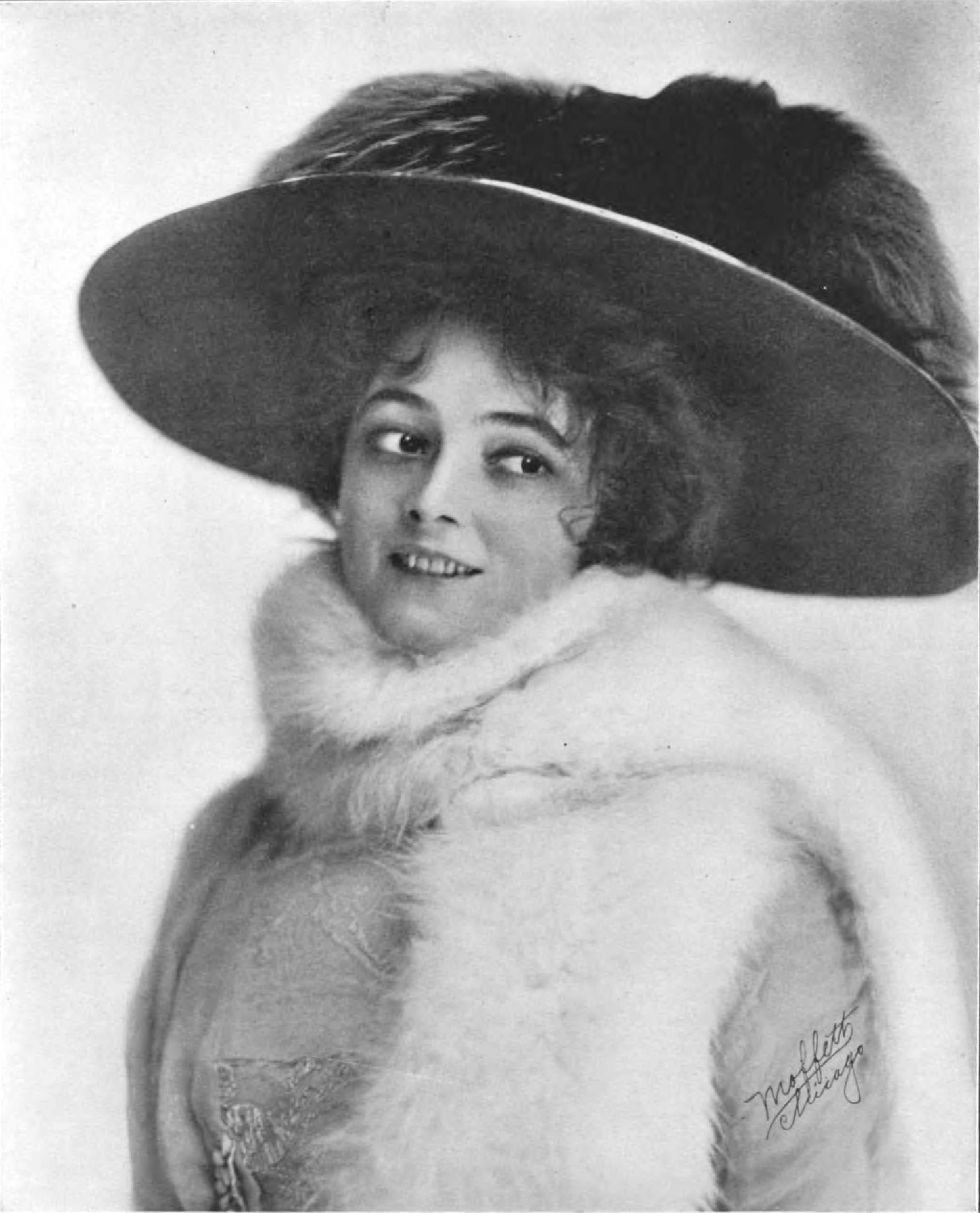
Marie Doro, en 1909.
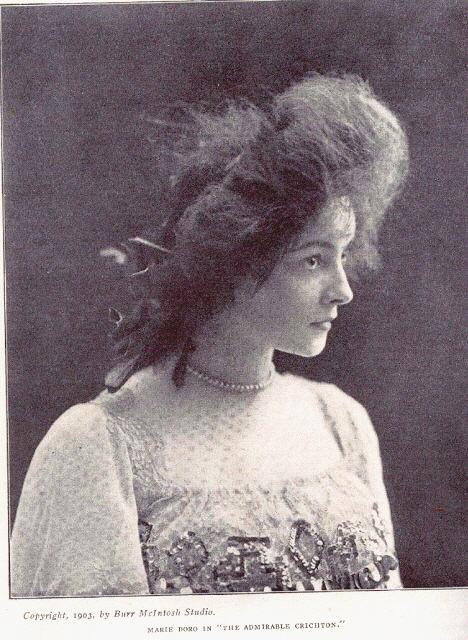
En teatro, en The Admirable Chrichton 1903.
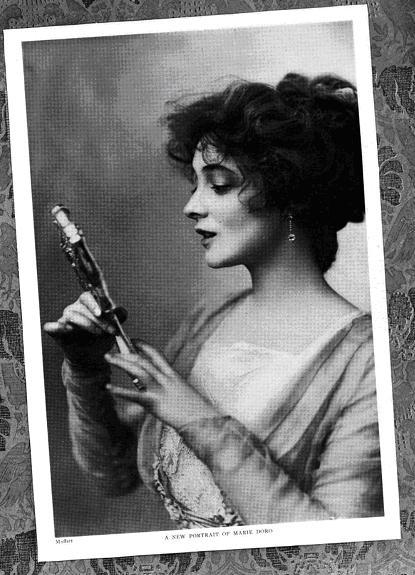
La actriz en The Theatre Magazine v. 18, 1913.
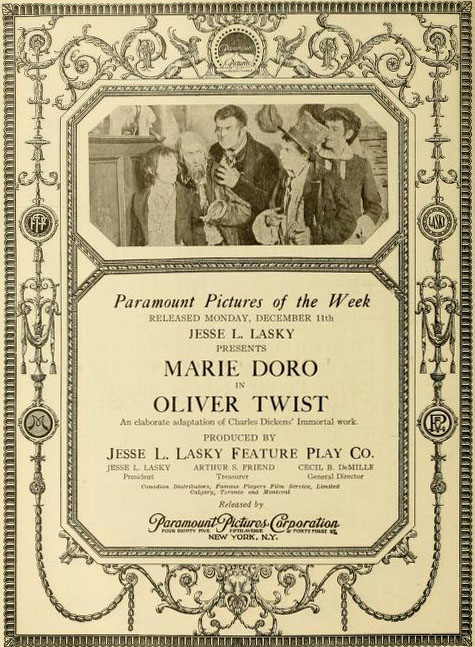
En Oliver Twist, 1916.
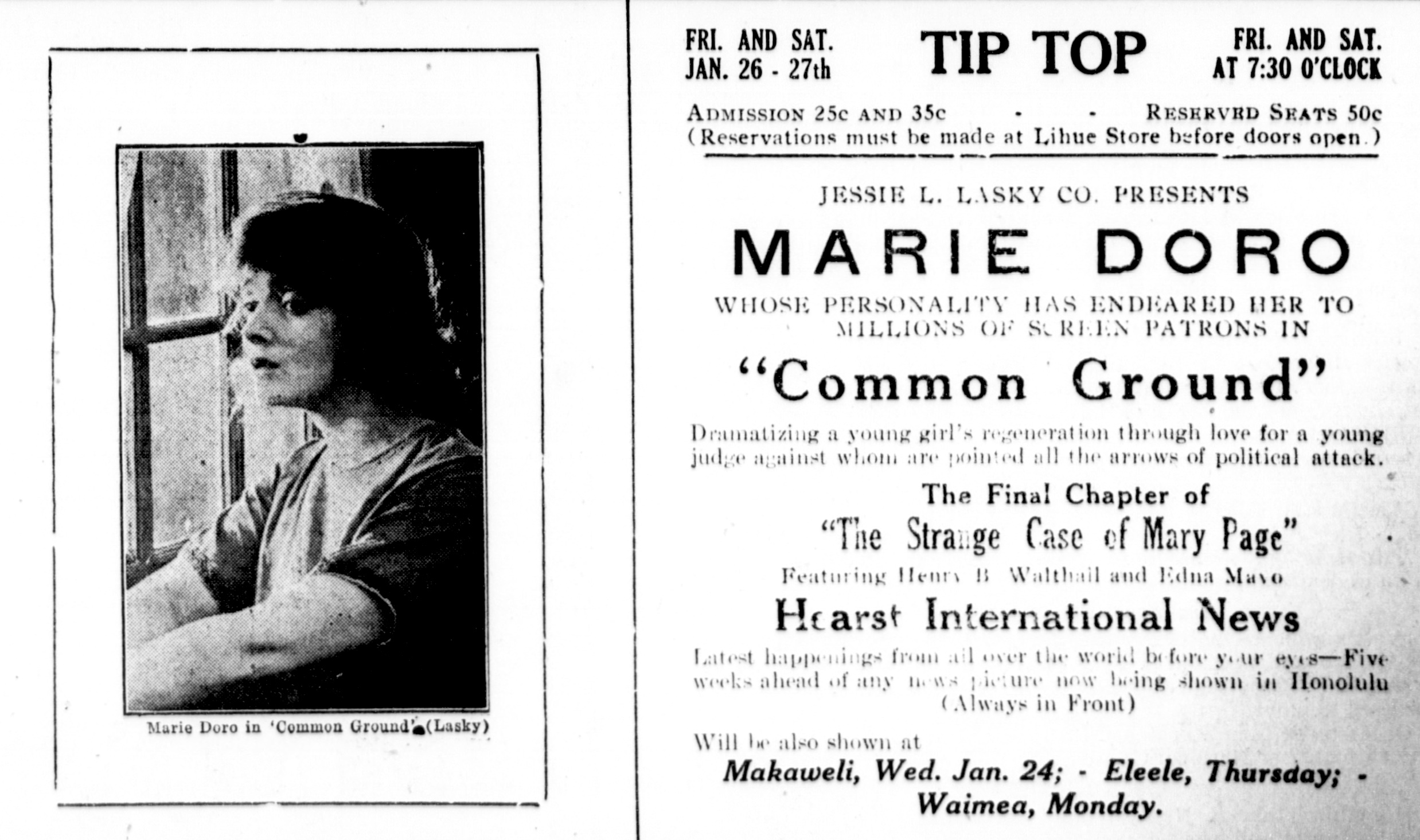
En Common Ground, 1917.
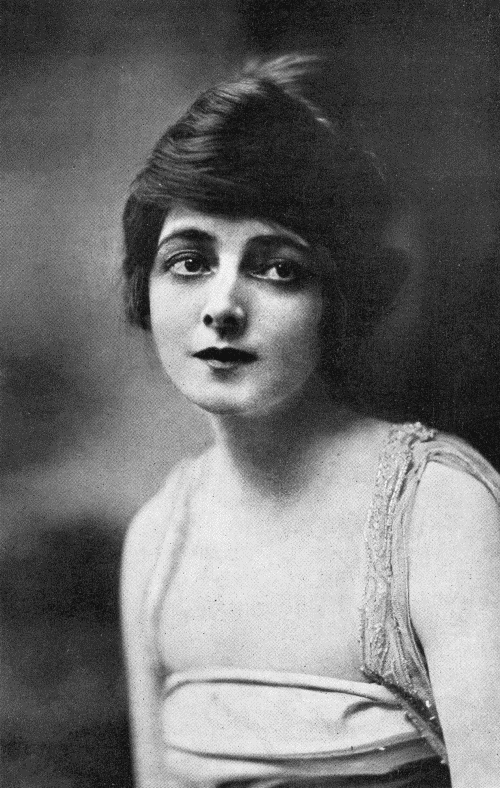
Marie Doro, en octubre de 1916.